# Вуд, Сэм
Сэмюэль (Сэм) Гросвенор Вуд (англ. Samuel Grosvenor (Sam) Wood; 10 июля 1883, Филадельфия — 22 сентября 1949, Голливуд) — американский кинорежиссёр и кинопродюсер. Обладатель именной звезды на Голливудской «Аллее славы».

## Биография
Сначала Сэм Вуд работал брокером по недвижимости, а затем трудился на трубопроводах для нефтяных компаний.
Под артистическим псевдонимом Чад Эплейджет сыграл несколько эпизодических ролей в немом кино, после чего, в 1915 году, навсегда встал по другую сторону кинокамеры, когда режиссёр Сесил Блаунт Демилль принял его на работу своим ассистентом.
В 1919 году, Сэм Вуд снял свой первый фильм в качестве самостоятельного режиссёра, который назывался «Двойная скорость».
Сэм Вуд был убеждённым сторонником правых радикальных политических взглядов. Он возглавлял «Киноальянс за сохранение американских идеалов» («Motion Picture Alliance for the Preservation of American Ideals») — ультраправую организацию, провозгласившую своей целью обнаружение в Голливуде «подрывных элементов».
Он охотно давал показания «Комиссии по расследованию антиамериканской деятельности», в частности против режиссёра Эдварда Дмитрыка, который после этого был вынужден покинуть Соединённые Штаты Америки. Несмотря на то, что Сэм Вуд был одним из наиболее успешных и востребованных режиссёров США, его репутация, как человека, среди коллег-кинематографистов и зрителей сильно пострадала.
Сэмюэль Гросвенор Вуд скоропостижно скончался от инфаркта миокарда 22 сентября 1949 года, в возрасте шестидесяти шести лет в Голливуде.
Сэм Вуд был похоронен на кладбище Форест-Лаун в Глендейле.

## Семья и дети
В 1908 году Сэм Вуд женился на Кларе Л. Роуш, с которой они прожили в браке до самой его смерти.
Дочь Джин Вуд родилась 22 ноября 1919 года. Она стала актрисой. Умерла в 1997 году.
Внебрачная дочь Глория К. Т. (Кэтрин) Стивенс (K. T. Stevens) (от актрисы К. Стивенс), родилась 19 июля 1919 года — актриса театра, кино и телевидения. Начала карьеру актрисы в 1921 году, в фильме Сэма Вуда «Peck’s Bad Boy» (1921), под псевдонимом «Baby Gloria Wood». Снялась более чем в полусотне кинофильмов, была замужем за актёром Хью Марлоу (Hugh Marlowe) и умерла от рака легких в 1994 году.

## Фильмография
- 1919 — «Двойная скорость»

— «Не меняйте вашего мужа»
- 1921

 — «Великий момент»
 — «Не говори ничего»
- 1922

 — «За скалами»
 — «Её позолоченная клетка»
 — «Невероятная миссис Белью»
 — «Моя американская жена»
- 1923

 — «Блудные дочери»
 — «Восьмая жена Синей Бороды»
- 1926 — «Пленительная юность»
- 1933 — «Варвара»
- 1934 — «В поисках Стамбула[англ.]»
- 1935 — «Вечер в опере»
- 1937 — «День на скачках»
- 1939 — «До свидания, мистер Чипс»
- 1940 — «Наш городок»
- 1941 — «Дьявол и мисс Джонс»
- 1942

 — «Китти Фойл»
 — «Кингс Роу»
 — «Гордость янки»
- 1943 — «По ком звонит колокол»
- 1949

 — «Западня»
 — «История Страттона»
 — «В тылу врага»